# Heinrich Hollreiser
Heinrich Hollreiser (24 de Junho de 1913 - 24 de Julho de 2006) foi um maestro alemão. Hollreiser nasceu em Munique e estudou na Academia Estatal de Música e serviu nas casas de óperas de Wiesbaden, Darmstadt, Mannheim, and Duisburg. De 1942 até 1945 ele serviu como o maestro principal da Ópera Estatal Bávara, enquanto servia como diretor musical da Ópera em Düsseldorf. De 1945 até 1951 ele conduziu concertos com a Filarmônica de Berlim e a Orquestra Filarmônica Bamberg, como em Orquestra Sinfônica de Hamburgo, Orquestra Sinfônica de Colônia e a Orquestra Sinfônica da Rádio de Frankfurt. Depois de 1951 ele foi o maestro principal da Ópera Estatal de Viena, conduzindo a estréia austríaca de The Rake's Progress de Stravinsky.